# リアルタイム!
リアルタイム!は、STVラジオで放送されていた情報番組。

## 概要
2020年のナイターシーズンまで『STVファイターズLIVE』の前後枠の番組として放送されていた『吉川のりお スーパーLIVE』が平日夕方の情報バラエティ番組に内容を刷新した上で、放送時間を移動させることに伴い、2021年のナイターシーズンより火曜 - 金曜のファイターズLIVEの中継終了後の情報番組として新たに開始された。
今知りたい情報にこだわりリアルタイムで1日をおさらいするコンセプトで、ニュース・北海道の天気情報・野球以外のスポーツ・音楽情報などさまざまな話題を伝える。また、田村みなみが直前まで担当していた歌謡曲専門番組「イイ唄イロイロ歌謡曲」の内容も継承し、演歌歌手やミュージシャンの電話インタビュー等も時折放送される。
2021年7月23日から8月6日は、東京オリンピックに伴うプロ野球中断により『ナイタースペシャルMUSIC★J』が編成されたため、ナイターオフ期の『MUSIC★J』通常放送で終盤に行われる「反省会・泣きの1曲」コーナーを、本番組内にて『MUSIC★J』パーソナリティの松崎真人と田村みなみの2人で放送した。
2021年度のナイターオフは『MUSIC★J』と枠を入れ替える形で土曜19時-20時30分のワイド番組として放送（2021年はプロ野球の変則日程のため10月30日より適用）。また、ニッポン放送制作の『NON STYLEと峯岸みなみのフリースタイルジャーニー』のネットを2022年2月26日で打ち切ったことに伴い、2022年3月5日から3月19日の期間、土曜日の19時から21時まで放送時間を拡大して放送された。
2022年度のナイターオフは毎週日曜日の13時から14時までの放送になる。
2023年度のナイターインは火曜から金曜に加え、月曜にもこの番組が編成されることになった。月曜日については、2021年より日本ハム戦の有無にかかわらずプロ野球中継を編成していないため、『60分間「確約」生放送』と銘打っている。
ナイターインの時期には、プロ野球ナイトゲームの開催予定が一切ない場合、『ナイタースペシャル リアルタイム!』として18:00または20:00から拡大放送を行うことがある。
2023年度のナイターオフは再び土曜19時-21時のワイド番組として放送。ただし11月から翌2024年1月までは20:30-21:00に「新雪 presents あしあとRADIO」を編成し90分間に短縮された。
2024年9月27日をもってレギュラー放送を終了、パーソナリティ田村は「吉川のりお スーパーLIVE」の火曜-金曜アシスタントに転属、土曜夜のワイド番組は「サタデーナイトステーション ラジオ上杉」となる。一方で終了に際しては「一旦お休み」として再開の可能性を示唆する形とし、プロ野球ポストシーズン試合中継終了後の不定期放送の計画も明記されており、10月13日のクライマックスシリーズ日本ハム対ロッテ第2戦終了後の放送が予定されていたものの中継の延長により放送されなかった。その後2025年度春季の改編では火-金曜21時台はかしわプロダクション制作の「ベストミュージックコレクション」シリーズのネットとなり本番組は実質的に終了し自社制作から撤退することとなった。

## パーソナリティ
田村みなみ（元ランラン号キャスタードライバー）

## 放送時間
ナイターイン
- 火曜 - 金曜 21:00 - 22:00 （2021年度・2022年度・2024年度、STVファイターズLIVEの終了後の開始のため21時から放送されることは少ない）
- 月曜 - 金曜 21:00 - 22:00 （2023年度、ただし、火曜 - 金曜はSTVファイターズLIVEの終了後の開始のため21時から放送されることは少ない）[4]

ナイターオフ
- 土曜 19:00 - 20:30（2021年10月30日 - 2022年2月26日、2023年11月4日 - 2024年1月27日）
- 土曜 19:00 - 21:00（2022年3月5日 - 3月19日、2023年10月7日 - 10月28日、2024年2月3日 - 3月31日）
- 日曜 13:00 - 14:00（2022年10月2日 - 2023年4月2日）[3]

## タイムテーブル

### ナイターオフ編成
2023年度時点。カッコ内は11月-1月の90分放送時の実施時間。
19:00 オープニング - STV本社前から現在の札幌市内の様子や空模様等を伝える
19:10 リアルタイム・トピックス - 最新のニュースやトレンドなど旬な話題を紹介する。
19:15（90分時19:20）好きです、電リク。 - 事前に応募したリスナーから1名と電話をつなぎトークを展開するとともにリスナーのリクエスト曲を流す。
19:35（19:25）：究極グルメ!腹ペコ・バトルロイヤル - 週替りの食べ物のテーマでバトルを展開する。X番組ハッシュタグ「#田村みなみのリアルタイム」に寄せられた投稿を中心にリスナーからのメッセージや、「応援団」と称されるテーマに関する飲食店主や生産者など関係者によるゲストメッセージの紹介後、最後に田村の主観も加味してナンバーワンを発表する。
19:50（19:40）よいこのおうた - リスナーから子供の歌声をボイスメモ機能などの音声データで募集、子供の普段のエピソードとともに紹介する。
20:00：フリーメッセージ・リクエスト
20:05（20:00）クイズ!7時台! - 午後7時台の放送内容から、聞いていれば容易に解答できる3択クイズを出題するプレゼント企画。
20:10（20:03）リアル・ボイス - 歌手などのゲストインタビューを中心に新鮮な話題を紹介する。2021年10月30日開始。
20:25（19:45）夜空のギフト、言葉のブーケ - リスナーから温かい思いを込めたメッセージを募集・紹介する。
20:35（20:18）リアルタイム・ウェザー（天気情報）
20:40（20:20）リアルタイム・ニュース（ニュース）
20:50（20:22）今夜もみなみ風 - 温かい南風のように、田村が身近で起こった事や日頃感じた事等からトークを行う。本番組終了後は田村が出演した夕方番組「吉川のりお スーパーLIVE」でも行われた。
20:55（20:25）エンディング

### ナイターイン編成
月曜
ファイターズLIVEが行われないため「確約生放送」と称した。
21:00 オープニング - STV本社前から現在の気象情報を紹介。
21:10頃 究極バトル!あなたはどっち!? - 週替りで食べ物に関する二者択一のテーマを出題、リスナーからの得票数で勝者を決める。
21:20頃 リアル・ボイス
21:35頃 夜空のギフト・言葉のブーケ
21:45頃 リアルタイム・ウェザー
21:48頃 リアルタイム・ニュース
21:50頃 今夜もみなみ風
21:55頃 エンディング
火 − 金曜日
ファイターズLIVEの終了時刻により放送時間や有無が左右される為「変幻自在の生放送」と称した。
21:00 オープニング
21:10頃 リアルタイム・ファイターズ! - その日の日本ハム戦を実況音声を交えながら振り返る。
21:15頃 ディッシュ・オブ・ディスゲーム! - 田村みなみがその日の日本ハム戦を見た上で「食べたくなったもの」を盛大に発表し語る。
21:20頃 好きです、電リク。
21:40頃 リアルタイム・ウェザー
21:43頃 リアルタイム・ニュース
21:45頃 リアルタイム・プロ野球 - 日本ハム戦以外のプロ野球各試合の結果を伝える。
21:50頃 今夜も みなみ風
21:55頃 エンディング

### その他コーナー
- 猫は知っている - 猫に関する雑学を紹介する。姉妹コーナーとして「犬は分かっている」「カタツムリは知ぃっているぅ～」も実施。
- リアルタイム・シネマ - 最新の映画情報を紹介する。

## テーマ曲・BGM

### テーマ曲
オープニング
KAY『Dreams』（収録アルバム：PerForm the ViNtage 13曲目）
エンディング／番組ジングル
櫻井真一『STEP BY』（収録アルバム：PerForm the ViNtage 16曲目）

### BGM
番組参加方法の案内
Sound Garden『Trendy Style』（収録アルバム：Broadcasting Tunes Vol.1 (DISC 2) 39曲目）
今夜のお品書き（ナイタースペシャル リアルタイム！）
櫻井真一『ピクニック！』（収録アルバム：Broadcasting Tunes Vol.2 (DISC 2) 33曲目）
リアルタイム・トピックス
Sound Garden『Work Progress』（収録アルバム：Broadcasting Tunes Vol.1 (DISC 1) 53曲目）
リアルタイム・ファイターズ／ディッシュ・オブ・ディスゲーム
ZENTA『Dash !』（収録アルバム：The Sports～侍～ 12曲目）
好きです、電リク。（前テーマ曲）
フィンガー5『恋のダイヤル6700』
究極グルメ！腹ペコ・バトルロイヤル！／究極バトル・あなたはどっち！？
タイトルコール
キングオーケストラ『ファンファーレC』（収録アルバム：学校行事の音楽 (DISC 1) 3曲目）
コーナー本編
作曲：ルロイ・アンダーソン、演奏：レディース・オーケストラ・ジャパン『トランペット吹きの休日』（収録アルバム：学校行事の音楽 (DISC 3) 6曲目）
効果音（応援団メッセージ直前）
『ドラマ「目指せ!シンデレラNO.1! -宮本フレデリカ編-」』（収録アルバム：THE IDOLM@STER CINDERELLA MASTER 033 宮本フレデリカ 2曲目 11分8秒、11分50秒、12分17秒、12分57秒）
効果音（応援団メッセージ直後）
中川翔子『ストロベリmelody』（収録シングル：ストロベリmelody 1曲目 冒頭1秒から3秒間）
よいこのおうた
コーナー本編
坂入郁子, 安藤真弓 & 少年少女合唱団みずうみ『アイアイ』（収録アルバム：どうぶつのうた ベスト (DISC 2) 2曲目 他）
効果音（子供の歌声直前）
『【ミニ英会話】朝のあいさつ』（収録アルバム：あそびながらおぼえる こどもえいご Sing a Song ～親子のミニ会話フレーズつき～ (DISC 1) 24曲目 20秒から3秒間）
夜空のギフト、言葉のブーケ
前テーマ曲
西村由紀江『あなたがいるから』（収録アルバム：扉をあけよう 3曲目）
コーナー本編
- Butterfly Effect『初恋の坂道』（収録アルバム：Elegance 16曲目）
- 西村由紀江『空へ』（収録アルバム：扉をあけよう 7曲目）

20時の時報数分前 メッセージ紹介・フリートーク
櫻井真一『ファンキービジネス』（収録アルバム：Collection～ジャズ・フュージョン・ファンク～ (DISC 2) 17曲目）
クイズ！7時台！
西村DUNK大介『Fair』（収録アルバム：ザ・バラエティ 3曲目）
リアル・ボイス（前テーマ曲）
DEPAPEPE『あの日見た空』（収録アルバム：Kiss 11曲目）
リアルタイム・シネマ
瀬川英史『夢への扉』（収録アルバム：連続テレビ小説「エール」オリジナル・サウンドトラック Vol.2　24曲目）
カタツムリは知ぃっているぅ～
斉藤伸子『かたつむり』（収録アルバム：よいこのどうよう～森のくまさん 15曲目）
スペシャル・メッセージ
延近輝之『Green Days』（収録アルバム：不機嫌なジーン オリジナルサウンドトラック 7曲目）
リアルタイム・ウェザー
秋田慎治『Sea Breeze』（収録アルバム：Collection〜ジャズ・フュージョン・ファンク〜 (DISC 2) 14曲目）
リアルタイム・ニュース
岡村夏彦『Time』（収録アルバム：Broadcasting Tunes Vol.2 (DISC 1) 7曲目）
リアルタイム・プロ野球
高田耕至『SO COOL』（収録アルバム：Broadcasting Tunes Vol.2 (DISC 1) 19曲目）
今夜も みなみ風
見岳章『Daily Warms』（収録アルバム：Sound Gallery 5　4曲目）
番組ジングル
DEPAPEPE『スタンドバイミー』（シングル曲）

### 過去
リアルタイム・お天気情報（ナイターオフ編成／2022年度まで）
櫻井真一『アールグレイ』（収録アルバム：Cafe Style Vol.1 6曲目）
リアルタイム・交通情報（2022年度ナイターオフ編成）
Sound Garden『Math Chart』（収録アルバム：Broadcasting Tunes Vol.2 (DISC 1) 12曲目）

## リンク
- STVファイターズLIVE ｜ ＳＴＶラジオ
- リアルタイム！ ｜ ＳＴＶラジオ

| スタブアイコン | サブスタブ | この項目は、まだ閲覧者の調べものの参照としては役立たない、ラジオ番組に関連した書きかけの項目です。この項目を加筆・訂正などしてくださる協力者を求めています（P:ラジオ/PJ:放送番組）。 |